# Herrschaft Bohlingen

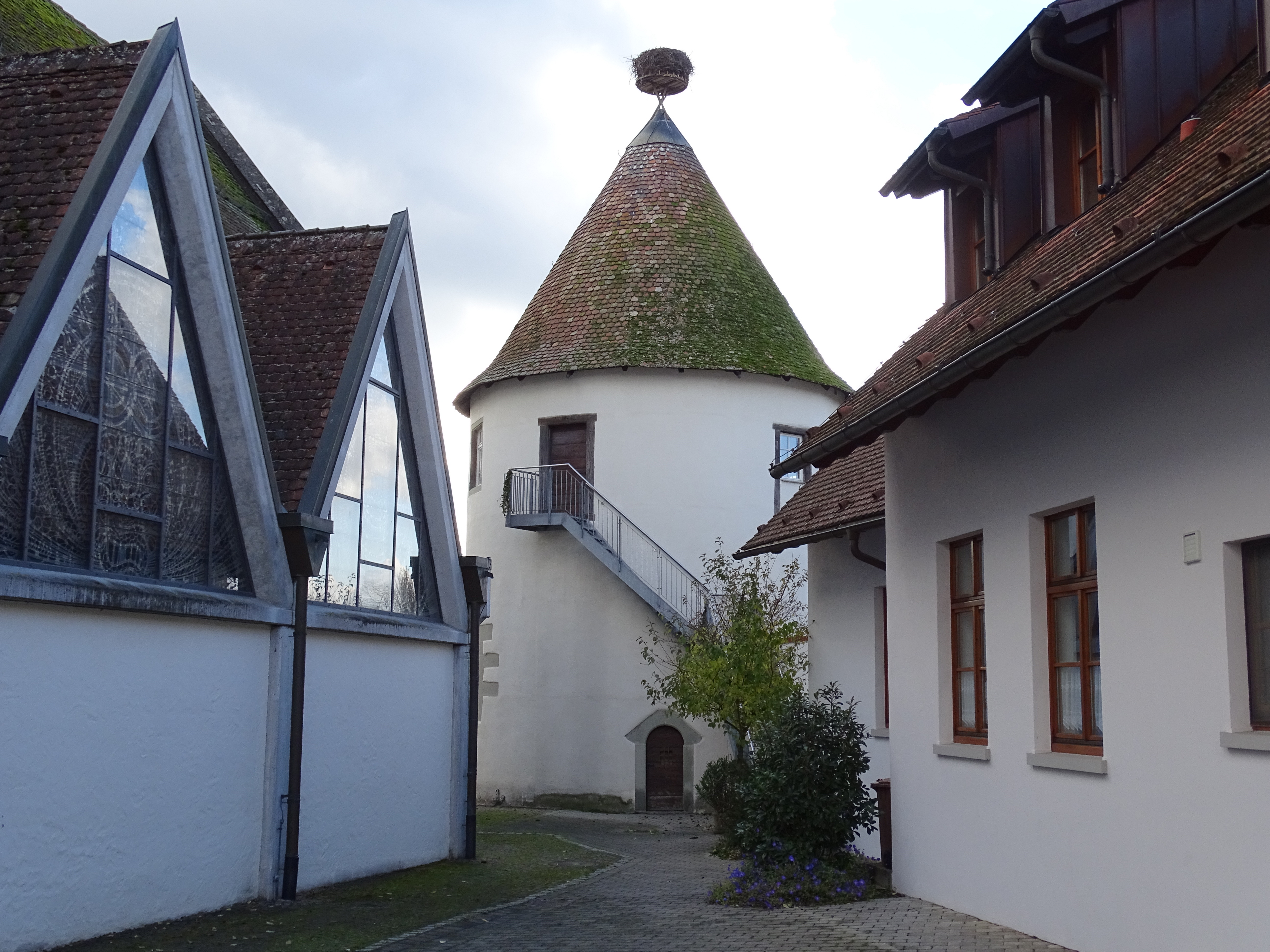
Burgturm; einziges Überbleibsel der Burg Bohlingen

Die Herrschaft Bohlingen mit Sitz auf Burg Bohlingen in Bohlingen, heute ein Stadtteil von Singen im Landkreis Konstanz in Baden-Württemberg, war ab 1416 als österreichisches Lehen in den Händen der Herren von Homburg.
Im Jahr 1456 gelangte die Herrschaft an das Kloster Salem und 1469 an die Grafen von Sulz. 1497 kam sie dann zusammen mit den Dörfern Bankholzen, Bettnang, Iznang und Moos an das Hochstift Konstanz. Die Hochgerichtsbarkeit lag ab dem 15. Jahrhundert bei der Landgrafschaft Nellenburg.
Im Rahmen der Säkularisation im Jahr 1802/03 fiel die Herrschaft Bohlingen an das Land Baden.